# Trichosetodes phylloideus
Trichosetodes phylloideus är en nattsländeart som beskrevs av Yang och Morse 2000. Trichosetodes phylloideus ingår i släktet Trichosetodes och familjen långhornssländor. Inga underarter finns listade i Catalogue of Life.